# Giandomenico Gagini
Giovanni Domenico Gagini (Messina, 1503 – Palermo, 1560) è stato uno scultore italiano.

## Biografia
Giovanni Domenico Gagini, altrimenti noto come Giovan Domenico o Giandomenico o Giandomenico I o Giandomenico senior per distinguerlo dall'attività del nipote Giandomenico II o Giandomenico junior, coniuga i nomi dello zio e del nonno paterni. Figlio di Antonello Gagini e padre di Antonuzzo Gagini, appartiene alla terza generazione della corrente lombardo-ticinese dei Gagini o Gaggini in Sicilia. Anch'egli scultore, seguendo la tradizione familiare per la statuaria, la scultura e l'architettura.
Dopo la morte del padre Antonello è documentata la permanenza in Sciacca dal 1541 al 1548, in seguito a Caltagirone.
Opere autografe e documentate sono presenti a Palermo, Caltavuturo, Monreale, Petralia Sottana, Polizzi Generosa e San Mauro Castelverde, Sciacca, Caltagirone, Militello in Val di Catania, Enna, Nicosia, Ragusa, Siracusa, Trapani, Marsala, Mazara del Vallo e Salemi.

## Opere

### Agrigento e provincia
- 1538, Tabernacolo marmoreo, gruppo scultoreo costituito dalle statue di San Pietro Apostolo e San Paolo Apostolo, storie della Passione di Gesù eseguito in collaborazione col fratello Antonino e custodito nella basilica di Maria Santissima del Soccorso di Sciacca.[1]
- 1541, Ciclo, gruppo scultoreo costituito dalle statue di San Pietro Apostolo, San Paolo Apostolo, Santa Maria Maddalena, San Giovanni Battista e San Calogero eseguite in collaborazione col fratello Antonino, verosimilmente parti di una tribuna con ornati in seguito smantellata per successivi rimaneggiamenti degli interni e oggi collocati nella facciata della basilica di Maria Santissima del Soccorso di Sciacca.[2]
- 1544, Stemma, manufatto marmoreo, opera documentata nella città di Sciacca.[3]

### Catania e provincia
- 1550 c., Portale, manufatti marmorei, sculture ornamentali in collaborazione con il figlio Antonuzzo Gagini, opere presenti nel prospetto di Palazzo Senatorio Calatino ora Galleria Luigi Sturzo di Caltagirone.
- XVI secolo, Balcone, manufatti marmorei, sculture ornamentali in collaborazione con il figlio Antonuzzo Gagini, opere presenti nel prospetto di Palazzo Gravina - Pace, ex casa Bonanno, Caltagirone.
- XVII secolo, Scudo marmoreo, manufatto marmoreo, stemma della Città di Caltagirone.
- XVII secolo, Annunciazione, statua marmorea, opera custodita nel santuario di San Giacomo di Caltagirone.
- XVII secolo, Cappella di San Giacomo, manufatti marmorei, attribuzione d'opera custodita nella Cappella di San Giacomo del santuario di San Giacomo di Caltagirone.[4]
- XVII secolo, Cappella di Santa Lucia, manufatti marmorei, attribuzione d'opera custodita nella Cappella di Santa Lucia del santuario di San Giacomo di Caltagirone.[4]
- XVI secolo, Cupolino e Lanterna presbiteriale, manufatti marmorei, opera architettonica in collaborazione col figlio Antonuzzo Gagini presente nella ex Cappella del Santo Sepolcro della chiesa di Sant'Antonio di Padova di Militello in Val di Catania.

### Enna e provincia
- 1560, Fregi, manufatti marmorei, decorazione ricca di foglie d'acanto, maschere geminate, figure bicipite, grottesche, uccelli, animali fantastici e ancora putti, grifi, teste d'angelo, evangelisti, profeti e santi, simboli del Vangelo. In una nicchia ricavata lungo il corpo di una colonna è scolpito il Battesimo di Gesù sotto la protezione del Padre Eterno e dello Spirito Santo fra le insegne di Papa Pio IV, quelle della casa reale di Spagna nella figura di Filippo II di Spagna e della città di Castrogiovanni. Ricostruzione di coppia di colonne poste in prossimità dell'ingresso principale della navata centrale della cattedrale di Maria Santissima della Visitazione di Enna.[5]
- 1560 - 1562, Concita, manufatto marmoreo, con raffigurazioni della Vergine Maria fra San Cataldo, gli Apostoli, l'Annunciazione, la Nascita di Gesù, a chiudere Dio, opera proveniente dall'antica chiesa di San Cataldo e custodita nell'attuale chiesa di San Cataldo di Enna.[6]
- 1560 - 1562, Cappella, manufatto marmoreo, attribuzione, con raffigurazioni di otto storie della Passione di Gesù, gli Evangelisti, quattro Profeti, l'Ultima Cena, a chiudere la Risurrezione e la Pentecoste, opera proveniente dall'antica chiesa di San Cataldo e custodita nell'attuale chiesa di San Cataldo di Enna.[6]
- 1560, Fonte battesimale, manufatto marmoreo, opera proveniente dall'antica chiesa di San Cataldo e custodita nell'attuale chiesa di San Cataldo di Enna.
- 1560, Madonna con Bambino, statua marmorea, opera proveniente dall'antica chiesa di San Cataldo e custodita nell'attuale chiesa di San Cataldo di Enna.
- 1556, Pergamo, manufatto marmoreo con raffigurazioni della Resurrezione, San Pietro Apostolo, San Paolo Apostolo, San Nicola di Bari, San Giovanni Battista, lo stemma della città di Nicosia, attribuzione, opera conservata nella basilica cattedrale di San Nicolò di Nicosia.[7]
- XVI secolo, Colonne, manufatti marmorei, attribuzione, opere commissionate per la primitiva Cappella del Sacramento e oggi poste nella parete del portico laterale della basilica cattedrale di San Nicolò di Nicosia.[6]

### Palermo e provincia
- 1539, Fonte, manufatto marmoreo, commissionato nel 1535 a Antonello Gagini e consegnato a posteriori dal figlio Giandomenico, opera documentata per Gaspare Ventimiglia.[8]
- 1556, Ciborio, manufatto marmoreo, opera in collaborazione col fratello Antonino documentata nella soppressa chiesa di San Bartolomeo e attualmente custodito nel duomo dei Santi Pietro e Paolo di Caltavuturo.[9]
- 1547 - 1569, Portico antico, manufatto architettonico, opera in collaborazione con il fratello Fazio Gagini presente nel fianco sinistro e portico del chiostro della cattedrale di Santa Maria Nuova e monastero benedettino di Monreale.
- XVI secolo, Icòna, manufatto marmoreo con scene della vita di Gesù: l'Adorazione dei Magi, la Circoncisione, la Fuga in Egitto e Gesù fra i Dottori, al centro è collocata una statua della Madonna con il Bambino, presumibilmente di altro autore. Nel registro superiore l'Angelo Annunziante a sinistra e la Vergine Annunciata a destra, al centro la Natività di Gesù, all'interno della lunetta in alto Dio Padre nell'atto benedicente, nella predella i busti dei dodici apostoli. Opera realizzata per la chiesa di Santa Maria di Loreto di Petralia Soprana.
- 1543, Retablo, manufatto marmoreo, opera realizzata nella chiesa della Santissima Trinità o Badia di Petralia Sottana.

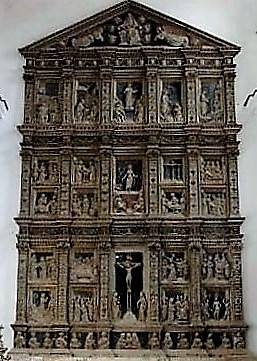
Retablo, chiesa della Santissima Trinità di Petralia Sottana.

|   |                    | \| \| Ordine \| Descrizione \| \| - \| ------------------ \| --------------------------------------------------------------------------------------------------------------------------------------------------------------------------------------------------------------------------------------------------------------------------------------------------------------------------------------------------------------------------------------------------------------------------------------------------------------------------------------------------------------------------------- \| \| 1 \| Testa \| All'interno del frontone: al centro la Trinità attorniata da putti osannanti, due angeli adoranti, due putti agli angoli. Un primo cornicione decorato con teste di putti alate ripartisce il primo ordine di scomparti o teatrini delimitati da lesene con ornamenti a grottesca in rilievo. \| \| 2 \| Ordine superiore: \| ''Annunciazione, Natività, al centro Trasfigurazione, Apparizione a Maria Maddalena, Apparizione agli Apostoli. Cornicione con decorazioni a foglie d'acanto, scomparti o teatrini delimitati da lesene con ornamenti in rilievo a festoni o ghirlande. \| \| 3 \| Ordine intermedio: \| ''Risurrezione di Gesù con le guardie pretoriane. 1 semiordine: Adorazione dei pastori, Presentazione al Tempio, Calvario e Simboli della Passione, Deposizione nel Sepolcro. 2 semiordine: Fuga in Egitto, Gesù fra i Dottori, Deposizione dalla Croce, Pietà o Compianto. Cornicione con decorazioni a foglie d'acanto e vasi, scomparti o teatrini delimitati da lesene con ornamenti a candelabra. \| \| 4 \| Ordine inferiore: \| Crocifissione di Gesù con la Vergine Maria e San Giovanni Apostolo. 1 semiordine: Incontro, Ultima Cena, Salita al Calvario, Processo dinanzi a Pilato. 2 semiordine: Orazione nell'orto, Arresto di Gesù, Processo nel Sinedrio, Flagellazione. Cornice inferiore con raffigurazioni dei dodici apostoli, sui plinti aggettanti delle lesene su fondo rosso si identificano per elementi iconografici San Pietro e San Paolo al centro, in posizione intermedia due Evangelisti, ai lati Sant'Antonio di Padova e Vergine Maria. \| |
|   | Ordine             | Descrizione |
| 1 | Testa              | All'interno del frontone: al centro la Trinità attorniata da putti osannanti, due angeli adoranti, due putti agli angoli. Un primo cornicione decorato con teste di putti alate ripartisce il primo ordine di scomparti o teatrini delimitati da lesene con ornamenti a grottesca in rilievo. |
| 2 | Ordine superiore:  | ''Annunciazione, Natività, al centro Trasfigurazione, Apparizione a Maria Maddalena, Apparizione agli Apostoli. Cornicione con decorazioni a foglie d'acanto, scomparti o teatrini delimitati da lesene con ornamenti in rilievo a festoni o ghirlande. |
| 3 | Ordine intermedio: | ''Risurrezione di Gesù con le guardie pretoriane. 1 semiordine: Adorazione dei pastori, Presentazione al Tempio, Calvario e Simboli della Passione, Deposizione nel Sepolcro. 2 semiordine: Fuga in Egitto, Gesù fra i Dottori, Deposizione dalla Croce, Pietà o Compianto. Cornicione con decorazioni a foglie d'acanto e vasi, scomparti o teatrini delimitati da lesene con ornamenti a candelabra. |
| 4 | Ordine inferiore:  | Crocifissione di Gesù con la Vergine Maria e San Giovanni Apostolo. 1 semiordine: Incontro, Ultima Cena, Salita al Calvario, Processo dinanzi a Pilato. 2 semiordine: Orazione nell'orto, Arresto di Gesù, Processo nel Sinedrio, Flagellazione. Cornice inferiore con raffigurazioni dei dodici apostoli, sui plinti aggettanti delle lesene su fondo rosso si identificano per elementi iconografici San Pietro e San Paolo al centro, in posizione intermedia due Evangelisti, ai lati Sant'Antonio di Padova e Vergine Maria. |

- 1543, Cappella di San Gandolfo, manufatto marmoreo, opera in collaborazione col fratello Antonino, oggi non più esistente, documentata nel duomo di Santa Maria Assunta di Polizzi Generosa.[10]

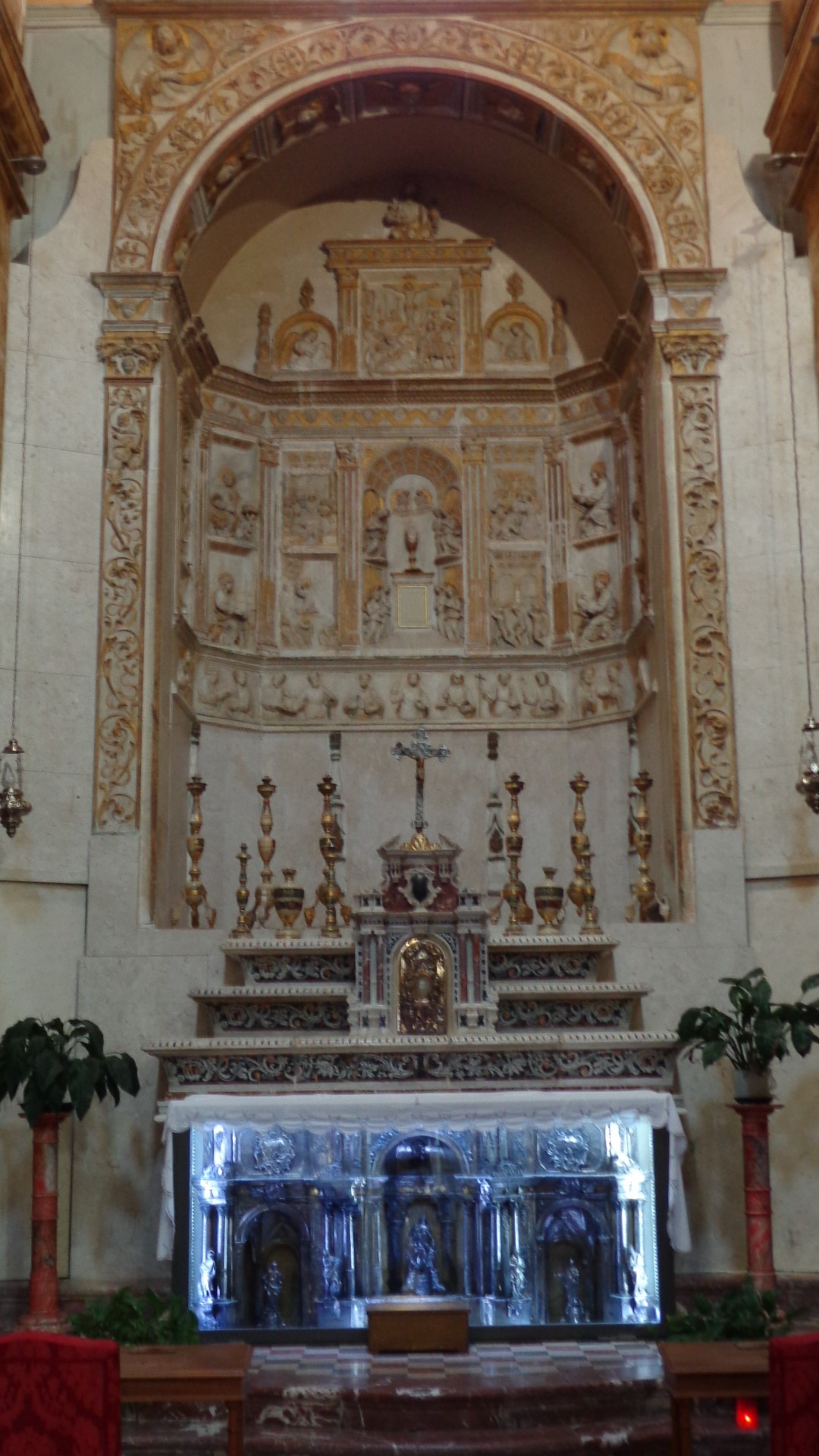
Cappella del Santissimo Sacramento, icona, Duomo di Marsala.

- 1557, Madonna del Rosario, statua marmorea, opera proveniente dall'Oratorio del Santissimo Rosario in Santo Spirito dell'Ordine dei frati predicatori e custodita nella chiesa di San Girolamo di Polizzi Generosa.

### Ragusa e provincia
- 1538, Dormienza di Maria e Apostoli, manufatto marmoreo, attribuzione d'opera custodita nella chiesa di Santa Maria delle Scale di Ragusa.[7]

### Siracusa e provincia
- XVI secolo, Madonna con Bambino, statua marmorea, opera custodita nell'Arcivescovado di Siracusa.

### Trapani e provincia

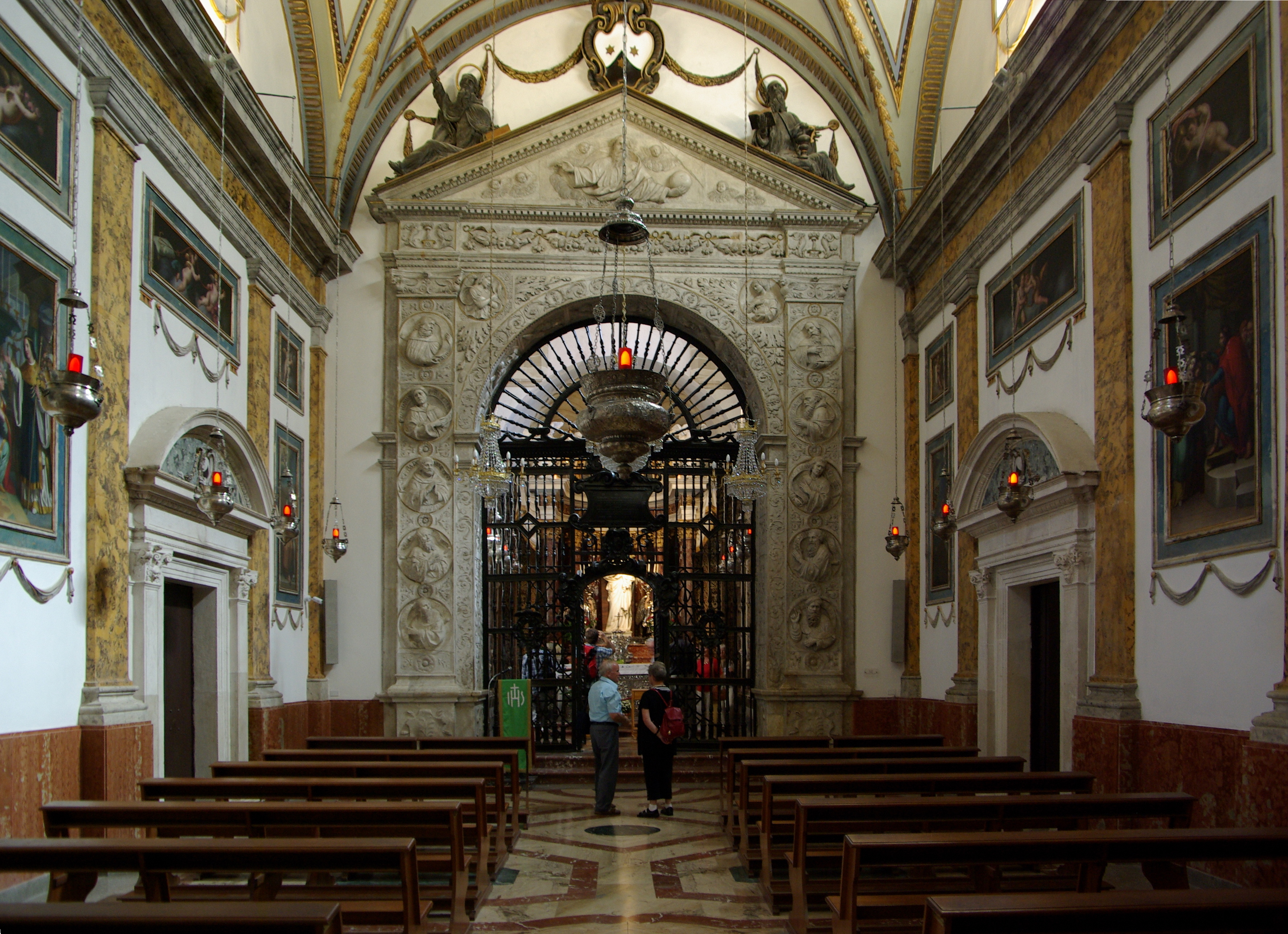
Portale Cappella della Madonna di Trapani, Basilica santuario di Maria Santissima Annunziata di Trapani.

- 1518 - 1530 e 1530 - 1532, Altare, Arco e Custodia sacramentale, manufatti marmorei commissionati per la Cappella del Santissimo Sacramento, iniziale collaborazione tra Bartolomeo Berrettaro e il fratello Antonino Berrettaro. Nel 1524 dopo la morte di Bartolomeo l'onere del completamento e della consegna definitiva della custodia passano ad Antonino. Il ciborio presenta il rilievo del Calice e Ostia delimitati dalle raffigurazioni dell'Annunciazione e della Crocifissione di Gesù in alto Dio Padre. Nel 1530 il lavoro è condotto a termine con l'intervento magistrale di Antonello Gagini e del figlio Giandomenico, con la realizzazione aggiuntiva dell'altare e dell'arco: intorno alla custodia le dodici formelle con le storie della Passione di Gesù (Ultima Cena, l'Orto di Getsemani, Il bacio di Giuda, La Flagellazione), i due tondi posti in alto con i busti dei profeti Daniele e Geremia e nella predella Cristo e i dodici Apostoli. Presenti le figure dei Quattro Evangelisti, San Giuseppe, dei Santi Crispino e Crispiniano, San Giovanni Battista e San Michele Arcangelo, Sant'Eligio e Sant'Oliva, dei Serafini. Aggregato d'opere custodite nella basilica cattedrale di San Tommaso Becket arcivescovo di Canterbury di Marsala.[11][12]
- 1542, Madonna della Grazia, statua marmorea, opera custodita nella chiesa di San Michele Arcangelo di Mazara del Vallo.
- 1531 - 1537, Arco, manufatto marmoreo con raffigurazioni dei Profeti, medaglioni con l'Annunciazione nei pennacchi, Dio Padre nel timpano, fogliame, ghirlande e rosoni, opera in collaborazione con il padre Antonello Gagini e il fratelli Antonino e Giacomo, opera custodita nella Cappella della Madonna di Trapani della basilica di Maria Santissima Annunziata dei Carmelitani di Trapani.[13]
- XVI secolo, Fonte battesimale, manufatto marmoreo, opera custodita nella chiesa Madre del Collegio di Salemi.